# David Elitch
David Elitch (Sebastopol, 16 ottobre 1978) è un batterista statunitense prevalentemente noto per essere stato membro dei Mars Volta, e per la sua attività di turnista.

## Carriera
Proveniente da Sebastopol, in California, Elitch inizia poco più che ventenne la sua attività di insegnante di batteria.
La svolta della sua carriera si ha nel 2000, grazie all'ingresso nella band Daughter's of Mara. Nel 2009 diventa batterista del gruppo The Mars Volta, rimpiazzando Thomas Pridgen. Noto turnista, ha al suo attivo numerose collaborazioni, tra cui i Never Shot Never e Madi Diaz.
È stato inoltre per diversi anni turnista dal vivo di Cedric Bixler-Zavala.

## Discografia

### Solista
- 2012 - Merry Nickmas (con Drake Bell e Rachel Crow)
- 2014 - Divergent (Dave Elitch)

### Con i Night Game
- 2018 - The Night Game

### Con gli Antemasque
- 2014 - Antemasque

### Collaborazioni
- 2008 - Devil's Gift - Devil's Gift
- 2013 - The Syntethic Love Of Emotional Engineering
- 2014 - Phantom - Madi Diaz
- 2017 - The Book of Love - Justin Timberlake
- 2019 - Return to Center - Return to Center